# De saliges ø
De saliges ø er en dansk kortfilm fra 1986, der er instrueret af Susanne Bier efter manuskript af hende selv og Jakob Gislason.

## Handling
Beate er gift med præsten Lauritz. Men deres ægteskab er uforløst og ulykkeligt. Lauritz' intense religiøsitet påbyder ham afholdenhed. I sin længsel efter varme og kærlighed bedrager Beate sin mand. Hun bliver gravid, men hendes forventningsfulde lykke gør hende blind. Hun bemærker ikke den forandring, der nu sker med Lauritz. Selv ikke da han erklærer barnets komme for et guddommeligt tegn, bliver hun mistænkelig.